# La Mafia (banda)
La Mafia es un grupo musical de tex-mex originario de Houston, Texas, y ha trazado un curso como una banda de música latina. La Mafia recibió los Premios Grammy por sus discos Un millón de rosas y En tus manos y los Premios Grammy Latinos por sus álbumes Para el pueblo y Nuevamentey live in México. También recibió ocho Premios Lo Nuestro y 12 Tejano Music Awards.

## Historia
La Mafia fue fundada en 1980 en Houston, Texas, cuando el vocalista Óscar De La Rosa y el productor Armando Lichtenberger Jr. crearon un estilo original que sobrevivió a varios cambios en la industria de la música. La banda está formada por Rudy Martínez en el bajo, David Delagarza a los teclados y coros, Alan López en la batería, Víctor Pacheco en la guitarra y Robbie Longoria en percusión y congas. En 2007 la banda ganó 2 Grammys y 2 Latin Grammys y fue nominada en 2009 a un Latin Grammy por el álbum Eternamente Romanticos. En 2020, el grupo ganó un premio Grammy Latino por su álbum de 2019 "Live in Mexico".
La Mafia, buscando expandir sus horizontes musicales, comenzó a realizar giras extensivas en México y América Latina a partir de finales de la década de 1980. La práctica de los artistas mexicano-estadounidenses actuando en México a gran escala era inaudita antes de La Mafia.

## Miembros
- Óscar De La Rosa - Vocalista
- Armando Lichtenberger Jr. - Acordeón, teclados y productor
- David Delagarza III - Teclados y voz
- Rudy Martínez - Bajo
- Alan López - Batería
- Víctor Pacheco - Guitarra
- Robbie Longoria - Percusiones y guitarra

### Antiguos miembros
- Leonardo González (hermano de Óscar De La Rosa González) - Guitarra
- Robert González - Guitarra y bajo
- Israel (Speedy) Villanueva - Bajo
- Adolfo Alonso - Bajo
- Tony Rodríguez - Batería
- Mario González - Batería
- Adam Mosqueda - Batería
- Jasón Rodríguez - Bajo
- Michael Aguilar - Batería
- Jesse Moreno - Saxofón
- Jesse Peralez - Saxofón
- Rick Patino - Trompeta y saxofón
- David Flores - Saxofón
- Joe González - Batería
- Eduardo Torres - Batería

## Álbumes de estudio
- 1980: La Mafia de Óscar y Leonardo González
- 1981: Only In Texas
- 1982: The Magnificent 7
- 1982: Honey (Cariño)
- 1983: Electrifying
- 1983: Mafia Mania
- 1984: Hot Stuff
- 1985: Neon Static
- 1985: Herencia Norteña
- 1986: La Mafia 1986
- 1987: A Todo Color
- 1988: Ámame
- 1989: Xplosiv
- 1990: Enter the Future
- 1990: Con tanto amor
- 1991: Estas tocando fuego
- 1992: Ahora y siempre
- 1994: Vida
- 1996: Un millón de rosas
- 1997: En tus manos
- 1998: Euforia
- 1999: Momentos
- 2000: Contigo
- 2001: Inconfundible
- 2004: Nube pasajera
- 2004: Para el pueblo
- 2008: Eternamente románticos
- 2014: Amor y sexo
- 2018: Vozes
- 2019: Non-Stop

### Compilaciones, duetos y álbumes en vivo
- 1981: La Mafia
- 1984: 15 Hits
- 1987: La Mafia Live
- 1991: Party Time
- 1991: 1991
- 1992: Dancin' With La Mafia
- 1993: Nuestras mejores canciones - 17
- 1995: Puro tejano
- 1995: Éxitos en vivo
- 1998: Hits de colección Vol. 1
- 2001: Para enamorados
- 2002: Tejano All Stars
- 2003: Los Hits
- 2003: 30 éxitos insuperables
- 2006: Nuevamente
- 2006: La historia de La Mafia: Los éxitos
- 2008: Leyendas
- 2011: La Mafia: Live In The 80s
- 2019: La Mafia Live in México